# Северн
Северн (енгл. River Severn, вел. Afon Hafren, лат. Sabrina) је најдужа река Уједињеног Краљевства. Извире у централном Велсу и тече кроз западну Енглеску. Дуга је 354 km. Река се завршава естуаром који се празни у Бристолски залив, а овај је даље повезан са Атлантским океаном. 
Река је, по неким наводима, име добила од имена нимфе Сабрине (или Хафрен), која се по легенди удавила у реци.
Челични мост преко реке Северн из 1779. је био први лучни мост од ливеног гвожђа на свету.
Река Северн је позната по историјским поплавама. Висина плиме на њеном естуару је до 15 метара, тако да се ту дешава феномен да плимски талас потисне воду уназад. Ова појава је најчешћа у пролеће.